# Nintendo World Championship 1990
Il Nintendo World Championship 1990 è stata una competizione videoludica istituita da Nintendo nel 1990. 
Ispirata al film Il piccolo grande mago dei videogames uscito nello stesso anno, il campionato è durato 8 mesi e si svolse in 30 città degli Stati Uniti d'America per terminare (come nel film) a Los Angeles. Il 14 giugno 2015, in occasione del 25 anniversario del primo Nintendo World Championship, Nintendo ha organizzato una nuova competizione all'E3 2015 chiamata "Nintendo World Championship 2015".

## Le categorie e i vincitori
Il torneo fu diviso in 3 categorie: Under 11, Da 12 a 17 e 18+. I vincitori delle rispettive categorie furono:
- Under 11: Jeff Hansen
- Da 12 a 17: Thor Aackerlund
- 18+: Robert Whiteman

## I giochi
Per la competizione furono 3 giochi per NES modificati quali: Super Mario Bros, Rad Racer e Tetris. Infilati in una cartuccia unica, i 3 giochi erano stati modificati appositamente per la competizione e avevano obbiettivi diversi:
- Super Mario Bros: Bisogna collezionare 50 monete facendo nello stesso tempo un punteggio alto nel minor tempo possibile in quanto la competizione era a tempo. Le vite del gioco sono state aumentate a 99.
- Rad Racer: Bisogna completare un percorso automobilistico creato appositamente sempre nel minor tempo possibile mentre il timer del gioco resta fermo a 099 minuti.
- Tetris: Questo gioco non ha subito alcuna modifica. Bisogna fare 4 file con i blocchi nel tempo restante.

A tempo scaduto il punteggio veniva calcolato così: Punteggio di Super Mario Bros. + Punteggio di Rad Racer moltiplicato per 10 + Punteggio di Tetris moltiplicato per 25. Il calcolo veniva automaticamente eseguito dalla cartuccia.

## Le cartucce
Per la competizione furono create 90 cartucce con il normale aspetto delle cartucce per NES ad eccezione un commutatore con 4 interruttori nell'angolo in alto a sinistra per modificare il tempo e l'etichetta riportante il logo del torneo, le indicazioni per l'uso del commutatore e il numero della cartuccia. Ogni finalista del torneo, anche se non vinceva poteva portarsi a casa una delle 90 cartucce. Nintendo produsse poi altre 26 copie della cartuccia: questa volta in una scocca dorata (come le cartucce della serie di The Legend of Zelda) e con il semplice logo della competizione ritagliato e colorato; furono distribuite in un concorso dalla rivista Nintendo Power.
Le cartucce di Nintendo World Championship 1990 sono considerate tra le più costose e le più rare nella storia dei videogiochi, con un valore stimato tra i 10000 e i 20000$.